# Stigmidium clauzadei
Stigmidium clauzadei är en lavart som beskrevs av Cl. Roux & Nav.-Ros. 1994. Stigmidium clauzadei ingår i släktet Stigmidium och familjen Mycosphaerellaceae.   Inga underarter finns listade i Catalogue of Life.